# Кудашев, Александр Сергеевич

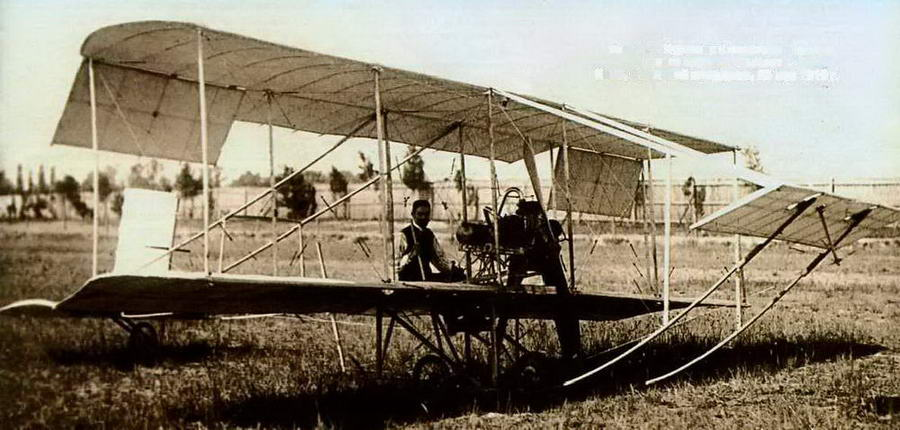
Князь А. С. Кудашев в пилотском кресле своего первого самолёта. Киев, Сырецкий ипподром, 23 мая 1910 г.

Князь Александр Сергеевич Кудашев (1872, Санкт-Петербург — 1917) — инженер путей сообщения, профессор Киевского политехнического института. Пионер отечественного самолётостроения.

## Биография
Происходил из старинного княжеского рода Кудашевых, в XVIII веке получившего в подарок от Екатерины II село Кудашево. Родился в Санкт-Петербурге 9 (21) февраля 1872 года.
В 1890 году окончил Первую Санкт-Петербургскую классическую гимназию, в 1895 году — Институт инженеров путей сообщения. После окончания института в 1895 годуначал работать на строительстве железной дороги Тифлис-Карс; сооружал мост через Куру.
С 1897 года жил в Киеве, работал в должности инженера новых работ на Юго-Западной железной дороге. С 1898 года заведовал землечерпательным караваном «Днепровский 4-й» в Киевском округе путей сообщения. Одновременно, он занимался научными исследованиями в лабораториях университета Святого Владимира.
В 1899—1901 и 1906—1911 годах — преподаватель и исполняющий должность экстраординарного профессора по кафедре строительного искусства Киевского политехнического института Императора Александра II. Автор научной работы «К вопросу про сопротивление железобетонных брусьев».
Действительный член Киевского общества воздухоплавания (КОВ) и член научно-технического и спортивного комитетов КОВ.
В 1910 году построил первый самолёт отечественной конструкции с бензиновым двигателем (Кудашев-1). Самолёт представлял собой ферменный биплан с двигателем «Анзани» в 35 л.с. и тянущим воздушным винтом. Кроме хвостового оперения, он имел передний руль высоты, что было весьма популярным в те годы решением. В целом, аппарат являлся оригинальной конструкцией русского инженера.
Газета «Киевлянин» писала: 

«Вчера, 23 мая (5 июня по новому стилю, 1910 г.), на Сырецком ипподроме состоялся первый полëт русского авиатора на аэроплане, построенном в России. Честь первого полëта на русской летательной машине принадлежит инженеру князю А. С. Кудашеву…».— «Киевлянин».24.05.1910 г.
. Во время полëта самолёт преодолел по прямой 70 метров. По некоторым сведениям, Кудашеву удалось совершить на своем первом аэроплане всего 4 полета. При выполнении последнего из них аппарат налетел на забор и был сломан.
За полëтом А. С. Кудашева, последовали ещё два: 24 мая в Гатчине под Петербургом В. Ф. Булгаков совершил полёт на биплане «Гаккель-III» конструкции Я. М. Гаккеля и 3 июня в Киеве И. И. Сикорский совершил полёт на БИС №2.
Осенью 1910 года завершил постройку самолёта «Кудашев-2». Это также был ферменный биплан, в котором был использован двигатель Гном Omega в 50 л. с. и обычным горизонтальным оперением, без переднего руля высоты. Длина аэроплана составляла 8,75 м, площадь крыльев — 41 м² , масса — около 300 кг. Его характерной особенностью стала конструкция шасси. В качестве стоек использовались ясеневые дуги, к изгибам которых на резиновых амортизаторах крепилась сквозная ось с колесами.
К зиме 1910—1911 г. он создал свой первый моноплан «Кудашев-3», отличавшийся исключительной лёгкостью, простотой и дешевизной.
В 1911 году А. С. Кудашев был приглашён на работу в авиационную мастерскую Русско-Балтийского вагонного завода (РБВЗ) в Риге. Главным его заданием являлось налаживание выпуска бипланов типа «Соммер» — в 1911 году по заказу Военного ведомства на РБВЗ построили 7 таких машин.
На РБВЗ он построил свой четвёртый самолёт: «Кудашев-4» (РБВЗ-1), который поднялся в воздух 2 апреля 1911 года. Через десять дней «Кудашев-4» был продемонстрирован на первой в России Международной воздухоплавательной выставке, которая открылась в столичном Михайловском манеже; 28 апреля самолёт получил большую серебряную медаль Императорского Русского технического общества.
Во время проведения в Санкт-Петербурге II-й международной авиационной недели (14-22 мая 1911 г.) князь Кудашев на своëм моноплане принимал участие в авиационных соревнованиях вместе с 11 другими авиаторами. Во время неудачного приземления он получил сильные ушибы. Самолёт удалось быстро отремонтировать, и на нëм выразил желание лететь авиатор М. Ф. Сципио дель Кампо. Однако и он не справился с управлением, совершил грубую посадку, завалил аппарат на бок и окончательно разбил его.
По некоторым сведениям, уйдя с РБВЗ, в 1914 году А. С. Кудашев оставил конструкторскую деятельность и вернулся к преподавательской работе, переехав во Францию. После начала Первой мировой войны добровольно пошëл на фронт, воевал и погиб в 1917 году.